# Jakrace

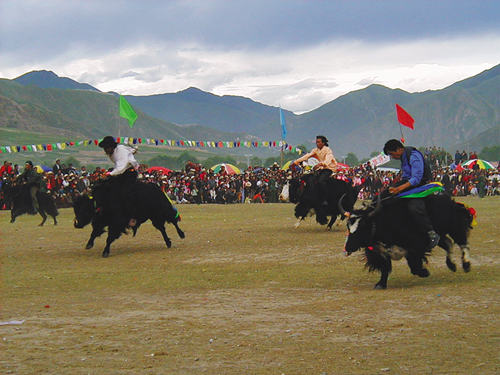
Yakraces

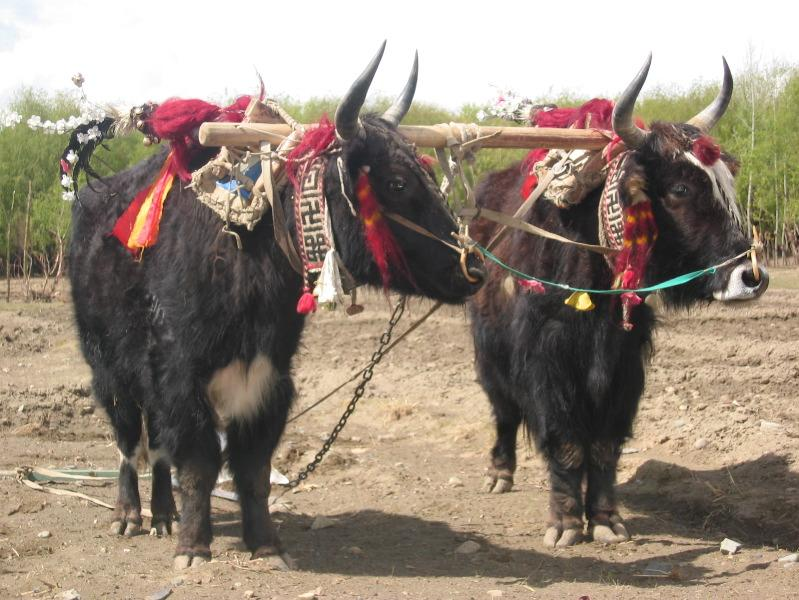
Gedecoreerde jaks ter ere van de familie waar ze toe behoren

Jakrace is een sport die meestal uitgevoerd wordt tijdens traditionele festivals in Kazachstan, Kirgizië, Mongolië en Tibet. Een competitiespeler klimt op de rug van een jak en rent ermee naar het andere eind van het raceparcours. Jaks kunnen snel rennen over korte afstanden. De winnaar krijgt gewoonlijk een khata (een traditionele Tibetaanse sjaal) en prijzengeld.
Het jakracen is een van de meest entertainende delen van het Tibetaanse paardenfestival in Jyekundo in de regio Batang sinds 2006. Verder wordt het gehouden op bijeenkomsten met populaire dansen en liederen in combinatie met fysieke spelen. Verder kende het in 2007 een grote aanloop tot 50.000 bezoekers bij het paardenfestival in Yushu. Jakracen is ook een onderdeel van het negentiendaagse Dharma Festival in Gyantse en een komisch hoogtepunt van het paardenfestival in Damshung.
In de noordelijke Khangai-gebergte van Mongolië wordt het jaarlijkse Jakfestival gehouden aan het meer Terkhiin Tsagaan Nuur op de eerste twee dagen van augustus. In deze regio is de nomadische cultuur nog sterk en het gebied heeft de hoogste concentraties van jaks in de wereld.